# Эллингсен, Мартин
Мартин Шельбрейд Эллингсен (норв. Martin Skjelbreid Ellingsen; 5 мая 1995, Эльверум, Норвегия) — норвежский футболист, полузащитник клуба «АИК».

## Клубная карьера
Эллингсен — воспитанник клуба «Конгсвингер». 7 апреля 2013 года в матче против «Мьёндалена» он дебютировал в Первом дивизионе Норвегии. 5 мая в поединке против «Фредрикстада» Мартин забил свой первый гол за «Конгсвингер». По итогам сезона клуб вылетел во Второй дивизион, но Эллингсен остался в команде и спустя два года помог ей вновь вернуться в Первый дивизион. Летом 2017 года Мартин перешёл в «Мольде». 20 августа в матче против «Стабека» он дебютировал в Первой лиге Норвегии. 17 сентября в поединке против «Викинга» Эллингсен забил свой первый гол за «Мольде».

## Достижения
«Молде»
- Чемпион Норвегии (2): 2019, 2022
- Обладатель Кубка Норвегии (2): 2021/22, 2023

«Конгсвингер»
- Финалист Кубка Норвегии: 2016